# HMS Templar (P316)
Le HMS Templar est un sous-marin de classe T en service dans la Royal Navy pendant la Seconde Guerre mondiale.
Il a été construit par la société Vickers Armstrong à Barrow-in-Furness et lancé le 26 octobre 1942 avec le pennant number P316. Il a été le seul navire de la Royal Navy à porter le nom de Templar, nommé d'après l'ordre du Temple.

## Historique
Le Templar servit principalement en Extrême-Orient pendant la majeure partie de sa carrière en temps de guerre, où il coula notamment le cargo marchand japonais Tyokai Maru tout en mouillant des mines. Il torpilla et endommagea le croiseur léger japonais Kitakami, et attaqua sans succès le sous-marin allemand U-1062.
Il survécut à la guerre et servit de navire cible, où il fut coulé à Loch Striven, en Écosse, en 1954. Renfloué le 4 décembre 1958, le submersible fut transféré à Troon le 19 juillet 1959 pour y être démoli.

## Commandement
- Lieutenant de vaisseau Denis John Beckley du 1er janvier 1943 au 10 avril 1944.
- Lieutenant de vaisseau Thomas Graeme Ridgeway du 10 avril 1944 à mars 1945.
- Lieutenant de vaisseau Cyril James Hardy de mars 1945 au 11 juillet 1945.
- Lieutenant de vaisseau Thomas Graeme Ridgeway du 11 juillet 1945 à une date inconnue.